# Rothenberg (Wernersberg)
Der Rothenberg ist ein 462,4 m ü. NHN hoher Berg im südlichen Pfälzerwald. Er liegt im rheinland-pfälzischen Landkreis Südliche Weinstraße im Dahner Felsenland, einem Teil des Wasgaus, der vom Südteil des Pfälzerwaldes gebildet wird. Der Berg ist vollständig bewaldet. Nach Nordosten und Osten dehnen sich zwei Bergrücken aus. Dort befinden sich am Nordostausläufer mit der Kaiserkanzel und dem Rödelstein bzw. am Ostausläufer mit dem Heimerstein markante Buntsandsteinfelsen. Am Südhang fällt der Berg schnell nach Wernersberg ab. Dort gibt der Wachtfelsen eine gute Aussicht auf Wernersberg und in den südlichen Wasgau.

## Geographie

### Lage

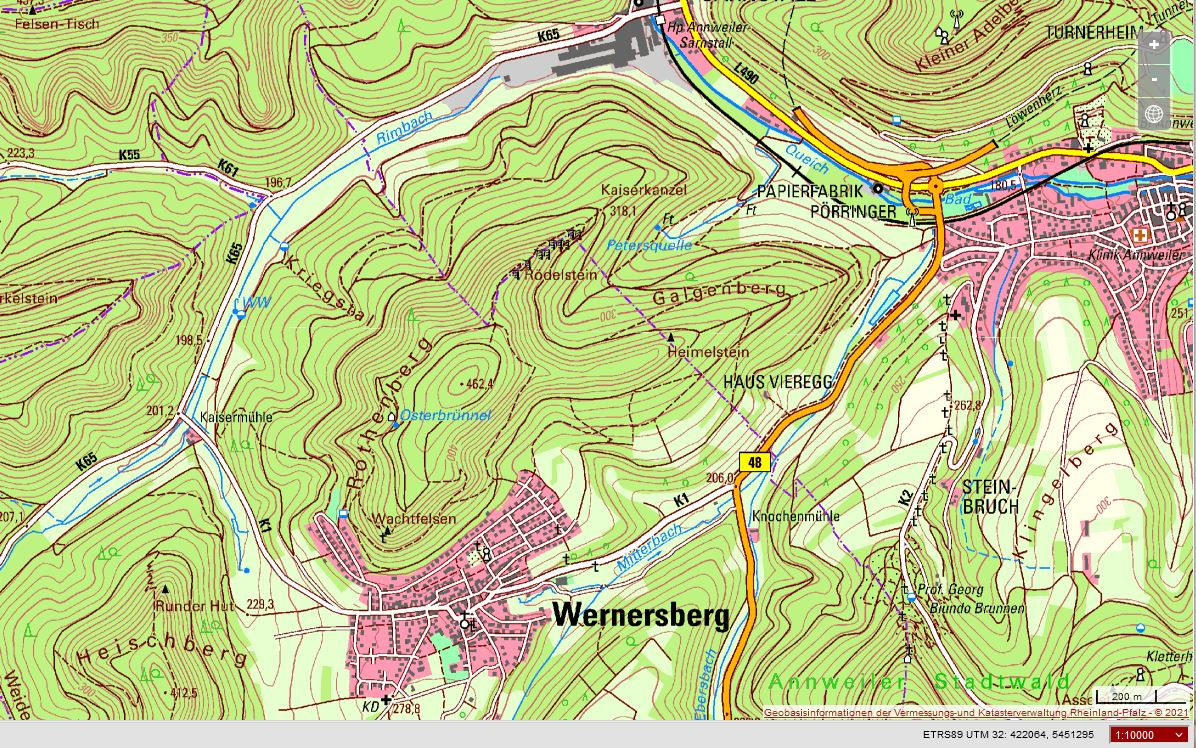

Der Hauptteil des Berges liegt auf der Gemarkung der Gemeinde Wernersberg. Lediglich ein Teil der beiden nordöstlichen Ausläufer gehört zur Stadt Annweiler. Der Gipfel liegt etwa 900 Meter Luftlinie von Ortszentrum von Wernersberg entfernt. Die Entfernung zum Stadtzentrum von Annweiler beträgt nach Osten etwa 2,5 Kilometer. Im Nordosten wird der Berg durch das Tal der Queich begrenzt. Im Norden und Westen befindet sich das Tal des Rimbachs. Im Süden fließt der Mitterbach, der an der Südostseite in den Ebersbach mündet. Am Berg selbst entspringt zwischen den beiden Bergrücken die Petersquelle, deren Bach sich direkt in die Queich entwässert. Benachbarte Berge sind im Nordosten der Kleine und Große Adelberg (567,4 m und 484,3 m), im Südosten der Ebersberg (462,1 m), im Südwesten der Heischberg (412 m), im Westen der Klingelkopf (455 m) und im Nordwesten der Rindsberg (437 m).

### Naturräumliche Zuordnung
Der Rothenberg gehört zum Naturraum Pfälzerwald, der in der Systematik des von Emil Meynen und Josef Schmithüsen herausgegebenen Handbuches der naturräumlichen Gliederung Deutschlands und seinen Nachfolgepublikationen als Großregion 3. Ordnung klassifiziert wird. Betrachtet man die Binnengliederung des Naturraums, so gehört der Rothenberg zum Wasgau.
Zusammenfassend folgt die naturräumliche Zuordnung des Rothenbergs damit folgender Systematik: 
1. Großregion 1. Ordnung: Schichtstufenland beiderseits des Oberrheingrabens
2. Großregion 2. Ordnung: Pfälzisch-saarländisches Schichtstufenland
3. Großregion 3. Ordnung: Pfälzerwald
4. Region 4. Ordnung (Haupteinheit): Wasgau
5. Region 5. Ordnung: östlicher Teil des Wasgaus

## Verkehr
Entlang seines Südosthangs verläuft die Bundesstraße 48. Im Nordosten im Queichtal verlaufen die Landesstraße 490 und die in diesem Bereich zum Teil untertunnelte Bundesstraße 10. Dort verläuft auch die Bahnstrecke von Landau nach Rohrbach. Der nächstgelegene Bahnhof zum Berg befindet sich in Sarnstall.

## Zugang und Wandern
Der Gipfel des Berges ist nicht über Wanderwege zugänglich. Über und um den Berg führen markierte lokale Wanderwege ㉛㉜㉝, die zu den Felsformationen und Aussichtspunkten führen. Über den Südosthang führt das Teilstück zwischen Wernersberg und Annweiler des Wanderwegs  des Pfälzerwaldvereins von Dahn nach Helmbach. Der kürzeste Zugang zum Berg kann von einem Wanderparkplatz in Wernersberg erfolgen. Alternativ kann der Berg vom Norden vom Bahnhaltepunkt in Sarnstall erreicht werden.